# Avocettina paucipora
Avocettina paucipora är en fiskart som beskrevs av Nielsen och Smith, 1978. Avocettina paucipora ingår i släktet Avocettina och familjen skärfläcksålar. Inga underarter finns listade.